# 真木洋三
真木 洋三（まき ようぞう、1926年5月27日 - 2005年1月16日）は、日本の作家。ジャーナリスト。

## 生涯
福岡県生まれ。本名・石丸守孝。九州大学経済学部卒。民間テレビ放送基幹局営業部長を歴任。
2005年、膵臓癌のため死去、78歳。

## 著書
- 爆殺の大統領空母 祥伝社 1977.4 (ノン・ノベル)
- 小説銀行管理 日本経済新聞社 1977.9 のち文春文庫
- 出向を命ず 日本経済新聞社 1978.3 のち講談社文庫
- 横断人脈 実業之日本社 1978.8 「ガンに勝つ日」角川文庫
- 仕手株天井を打つ 徳間書店 1979.8 のち文庫
- ヤング・ソルジャー 日本経済新聞社 1980.5
- ポールシフト 講談社 1981.11
- 大暴落  角川ノベルズ 1982.6
- 軍縮謀殺 1982.12 (角川文庫)
- 流人 文芸春秋 1983.10
- 東郷平八郎 文芸春秋 1985.5 のち文庫
- 五代友厚 文芸春秋 1986.8
- モーツァルトは誰に殺されたか 読売新聞社 1989.10

## 参考
- 「小説銀行管理」著者紹介
- 文藝年鑑2007